# 张曙光 (解放军)
张曙光，中国人民解放军中将。
曾任总政治部纪律检查部案件审理局局长、中央军委纪委纪检监察局局长。2018年任北部战区空军纪委书记。2021年12月升任陆军纪委书记，晋升中将军衔。